# Nāḩiyat Sa‘sa‘
Nāḩiyat Sa‘sa‘ (arabiska: ناحية سعسع) är ett subdistrikt i Syrien.   Det ligger i provinsen Rif Dimashq, i den sydvästra delen av landet, 30 km sydväst om huvudstaden Damaskus.
Omgivningarna runt Nāḩiyat Sa‘sa‘ är i huvudsak ett öppet busklandskap. Runt Nāḩiyat Sa‘sa‘ är det ganska tätbefolkat, med 78 invånare per kvadratkilometer.